# Iasna Poleana, Seredîna-Buda
Iasna Poleana (în ucraineană Ясна Поляна) este un sat în comuna Velîka Berizka din raionul Seredîna-Buda, regiunea Sumî, Ucraina.

## Demografie
Componența lingvistică a localității Iasna Poleana
     Rusă (100%)
Conform recensământului din 2001, toată populația localității Iasna Poleana era vorbitoare de rusă (100%).